# ميخائيل أندرسون بيريرا دا سيلفا
ميخائيل أندرسون بيريرا دا سيلفا (بالبرتغالية: Michael Anderson Pereira da Silva‏) هو لاعب كرة قدم برازيلي، ولد في 16 فبراير 1981 في ساو كايتانو دو سول في البرازيل. لعب مع بوتافوغو ريغاتاس وجمعية بورتوغيزا الرياضية ودينامو كييف ونادي بالميراس ونادي بوا إيسبورت ونادي سانتوس ونادي فلامنغو ونادي كروزيرو.

## وصلات خارجية
- ميخائيل أندرسون بيريرا دا سيلفا على موقع اتحاد أوكرانيا (الإنجليزية)
- ميخائيل أندرسون بيريرا دا سيلفا على موقع قاعدة بيانات كرة القدم.إي يو (الإنجليزية)
- ميخائيل أندرسون بيريرا دا سيلفا على موقع Soccerway.com (الإنجليزية)
- ميخائيل أندرسون بيريرا دا سيلفا على موقع عالم كرة القدم.نت (الإنجليزية)